# Заглинное (Могилёвская область)
Заглинное (бел. Загліннае) — деревня в Славгородском районе Могилёвской области Белоруссии. Входит в состав Гиженского сельсовета.
За деревней протекает река Крупка.